# Rrustem Berisha
Rrustem Berisha (ur. 2 marca 1965 w Dobërdolu) – jugosłowiański żołnierz. Podczas rozpadu Jugosławii walczył początkowo w chorwackich siłach lądowych, następnie w UÇK. W latach 2017–2020 był ministrem obrony Republiki Kosowa.

## Życiorys
W 1984 roku ukończył studia wojskowe w Szkole Wojskowej w Sarajewie. W latach 1984–1985 stacjonował w Karlovacu w stopniu podoficera. Po ukończeniu studiów oficerskich w 1988 roku dowodził przez następne trzy lata kompanią stacjonującą w Delnicach.
Podczas wojny w Chorwacji, w latach 1991-1992 walczył po chorwackiej stronie.
W latach 1998–1999 był żołnierzem Armii Wyzwolenia Kosowa, gdzie dowodził batalionem Agim Ramadani. Był jednym z dowódców w bitwie o Košare, która toczyła się od 9 kwietnia do 10 czerwca 1999 roku. Berisha był zaocznie skazany za działalność w UÇK, jednak jego zdaniem, akt oskarżenia nie był wiarygodny, ponieważ zarzuty pochodziły od jugosłowiańskiej strony, która również była odpowiedzialna za zbrodnie na terenie Kosowa.
W latach 2014–2017 był członkiem Zgromadzenia Kosowa, gdzie reprezentował partię Sojusz dla Przyszłości Kosowa.
Od 9 września 2017 do 3 lutego 2020 pełnił funkcji ministra obrony Republiki Kosowa. Podczas pełnienia tej funkcji spotkał się z Qemalem Minxhozim, ambasadorem Albanii w Prisztinie; Berisha rozmawiał z nim na temat współpracy albańskiego Ministerstwa Obrony z kosowskim Ministerstwem Sił Bezpieczeństwa Kosowa. Berisha spotkał się również z włoskim oficerem Giovannim Fungo.

## Życie prywatne
Zna język albański, serbsko-chorwacki i angielski.
Jest żonaty i ma czworo dzieci.